# Василенцево
Василе́нцево — деревня в муниципальном округе Егорьевск Московской области России. 

## География
Василенцево находится в 17 километрах от города Егорьевск. Деревня со всех сторон окружена лесом. Рядом в трёх км находится деревня Равенская, а в 10 километрах — деревня Рудне-Никитское. Расположена в 105 километрах от Москвы. В начале деревни протекает приток реки Поля, который начинается у леса, образуя прудик, проходит через дорогу, и, протекая на восток, уходит в лес.

## История
В 1929—1939 годах Василенцево было центром Василенцевского сельсовета.
В деревне насчитывается свыше 70-ти домов с хозяйственными постройками, участками. В деревне работает магазин с продуктами, есть электричество, вода, канализация. Местных жителей насчитывается свыше 80-ти человек.
С начала 1990-х годов, когда разорился не переживший рыночные реформы совхоз «Лесковский», деревня медленно, но верно приходит в упадок. И если в тёплое время года жизнь в деревне поддерживается дачниками, то зимой людей можно встретить только на автобусных остановках в ожидании рейса.
До 2015 года входила в состав сельского поселения Саввинское.
В 2015 году вошла в состав городского округа Егорьевск, образованного в том же году путем упразднения Егорьевского района и объединения всех его поселений в единый городской округ.

## Демография
Население — 131 человек (2010).
| 1859 | 1868 | 1885 | 1905 | 1926 | 2002 |
| ---- | ---- | ---- | ---- | ---- | ---- |
| 327  | ↘326 | ↗439 | ↗544 | ↘415 | ↘76  |
| 2006 | 2010 |      |      |      |      |
| ↗83  | ↗131 |      |      |      |      |

## Связь
В центре деревни находится базовая станция МТС.